# Белая гвардия (группа)
«Бе́лая гва́рдия» — российская музыкальная группа из Москвы, созданная Зоей Ященко и Олегом Заливако в 1993 году.

## История
Предшественником группы являлся дуэт Зои Ященко и Олега Заливако (песни на стихи Зои писали оба участника), существовавший с 1989 года. В 1993 году дуэт стал группой: к Зое и Олегу присоединился гитарист Юрий Сошин. Некоторое время коллектив был безымянным, однако в том же году перед первым выступлением на фестивале им. В. Грушина (на котором коллектив стал лауреатом) группа назвалась по первым строкам своей самой известной на тот момент песни:

Белая гвардия, белый снег,

Белая музыка революций,

Белая женщина, нервный смех,

Белого платья слегка коснуться…

По словам Зои, отвечая на вопрос, откуда взялось такое название, она постоянно придумывает новые версии, например:
1. «Белая гвардия» — это гвардия, которая служит Белой Богине (так называют Музу в древнегреческой мифологии)[3];
2. Ключевое слово в названии — «белая». Белый цвет символизирует чистый лист, на котором можно изобразить то, что захочешь;
3. «Белая гвардия» — сокращённо «БГ», что значит «Бог», имя, данное Богом.

Первый альбом группы — «Белая гвардия» — был записан в 1993 году в домашних условиях, но, несмотря на качество записи, многие песни этого альбома стали хрестоматийными хитами (впоследствии песни из этого альбома, кроме двух композиций, полностью написанных О.Заливако, уже покинувшим группу, были заново записаны в студийных условиях; переизданный вариант получил название «Когда ты вернёшься…»). В 1994 году в состав коллектива вошли Катя Орлова (флейта) и Юрий Сошин (соло-гитара). В 1996 году состоялись первые сольные концерты группы в концертных залах Олимпийской деревни, ДК МЭИ, ДК «Меридиан», в Политехническом музее и Центральном доме художника.
В 1998 году коллектив покинул один из основателей, вокалист и автор музыки Олег Заливако. С 1999 года с помощью нового саунд-продюсера и гитариста группы Дмитрия Баулина утверждается инструментальный состав коллектива (две гитары, бас, флейта, скрипка, аккордеон, перкуссия).
В 2000 году группа впервые появляется на телевидении, в программе Дмитрия Диброва «Антропология». «Белую Гвардию» приглашают на гастроли в Германию и Францию.
Любительский клип на песню Зои Ященко «Генералы Гражданской войны» в YouTube набрал более 6 миллионов просмотров.
В 2000 году две песни Зои Ященко «Попрошайка» и «Одуванчик» прозвучали в российском сериале «Салон красоты».
В 2004 году тексты трёх песен Зои Ященко «Я буду ждать», «Так восходит луна» и «Белая гвардия» были опубликованы на страницах романа Сергея Лукьяненко «Сумеречный дозор», а текст песни «Ночной дозор» был напечатан в романе «Последний дозор» в 2006 году.
В июле 2005 года «Песня рядового» победила в конкурсе программы «Худсовет» на «Нашем радио».
В 2006 году вышла в свет книга Зои Ященко «25 песен и 5 рассказов».
Начиная с 2013 песня «Питер» ежемесячно звучит на радио «Балтика».
В 2016 году выходит книга-интервью Зои Ященко «За два часа до начала лета». Зоя отвечает на вопросы журналисту Анатолию Обыдёнкину. Книга состоит из рассказов о  группе, о гастролях, о музыкантах, в ней есть  истории написания песен, публикуются избранные стихи и фотографии из личного архива.
В 2017 году издан сборник текстов песен группы «Белая Гвардия», в который кроме Зоиных стихов вошли стихи Дмитрия Баулина и Олега Заливако.
5 ноября 2018 года состоялся сольный концерт группы «Белая Гвардия», посвящённый 25-летию группы, в Малом зале Государственного Кремлёвского дворца.
В 2023 году у Зои Ященко вышла книга сказок «Все девочки мечтают о бальных платьях». А в 2024 – сборник историй для самых маленьких «Поля и снеговик».

## Творчество
По определению самих участников, стиль, в котором играет группа — «сенти-ментальный рок»:

Этимология этого словосочетания следующая: ментальный — значит умственный, сентиментальный — чувственный. А РОК — понимать можно по-разному: или как направление в музыке, или как судьбу, предначертанное, неминуемое. Сенти-Ментальный рок — узкая тропинка между логикой и чувством, попытка объединить женское и мужское начало, инь и ян…

При этом, по мнению критиков, «вслушиваясь в утончённые и драматургичные образы их песен, не обнаруживаешь и капли „рокерского“ протеста. Скорее то, что их автор и исполнитель — Зоя Ященко — называет „сенти-ментальностью“: попытку проникнуть сердцем в глубину человеческого мышления».
Вообще для творчества группы характерен упор на раскрытие «души лирического героя, его чувств, его внутреннего мира» подчас через взаимодействие с миром внешним — жестоким и неромантичным:

Оловянный солдатик на фланге стола,

Ты почти окружён, плохи ваши дела.

Перевяжет сестра рассечённую бровь,

Только это уже настоящая кровь.

Этот конфликт усиливает манера исполнения Ященко: «Когда она тоненьким-тоненьким голоском выводит песню, посвящённую Колчаку, „Генералы гражданской войны“, то припев врезается в память, как заклинание, именно из-за высокого поэтического несоответствия слов и голоса: „Кровавая, хмельная, / хоть пой, хоть волком вой! / Страна моя родная, / а что ж ты делаешь со мной!“». При этом благодаря той же манере «самые тяжелые тексты <…> обретают крылья и поднимают над миром любого, умеющего слушать красоту».

## Современный состав
- Зоя Ященко (вокал, гитара, шейкер, бубен);
- Дмитрий Баулин (гитара, вокал, блокфлейта, клавишные, аранжировки), в группе с 1999 года;
- Константин Реутов (бас-гитара), в группе с 2004 года;
- Артём Руденко (скрипка), в группе с 2007 года;
- Александр Тарасов (кнопочный аккордеон), в группе с 2009 года

.

## Дискография
1. 1993 — «Белая Гвардия»;
2. 1994 — «Голубая стрела»;
3. 1995 — «Тонкие миры»;
4. 1996 — «Амулет»;
5. 1997 — «Зной»;
6. 1999 — «Это всё ты» (после выпуска в 2010 новой версии, полностью идентичной по составу песен, исключён из списка альбомов группы[10]);
7. 2000 — «За два часа до начала лета» — сборник лучших песен;
8. 2001 — «Другие острова»;
9. 2002 — «Когда ты вернёшься…» — заново записанный и дополненный вариант первого альбома «Белая Гвардия», записанного в 1993 году в домашних условиях с невысоким качеством, между их треклистами существуют различия: в переиздании отсутствуют песни «Кинематограф на стекле» и «Путь на Юкон», но появились «А в лесу сосновом» и «Плясовая», которых не было в первом варианте. Песня, которая в альбоме 1993 года называлась «Посвящение Колчаку», переиздана под названием «Генералы Гражданской войны». Песня «С крыши город» в варианте 1993 года идёт шестой, а в варианте 2002 года — двенадцатой;
10. 2005, январь — «Кукла в кармане»;
11. 2005, май — «Питер»;
12. 2007 — «Глаза цвета кофе» — сборник лучших песен;
13. 2009, май — «Заводной сверчок»;
14. 2009, ноябрь — «Ключ из пепла»;
15. 2010 — «Это всё Ты» — переиздание одноимённого альбома 1999 года;
16. 2011 — «Сказки Метерлинка»;
17. 2013 — «Так восходит луна» — заново записанный вариант альбома «Голубая стрела» (состав песен не идентичен);
18. 2015 — «Зазеркалье»;
19. 2016 — «Ретроспектива» — двойной альбом лучших песен;
20. 2017 — «Венеция».
21. 2018 — «Вишнёвое варенье» — заново записанный вариант альбома «Тонкие миры» (отсутствуют некоторые песни Олега Заливако; получили студийную запись некоторые ранее исполнявшиеся лишь на концертах песни).
22. 2019 — «Письма из прошлого».
23. 2020 — «Деревья».
24. 2023 — «Прописью на стене».

Также в конце 2009 года был выпущен дебютный сольный альбом Дмитрия Баулина.